# Che ora è?
Che ora è? is een Italiaanse filmkomedie uit 1989 onder regie van Ettore Scola.

## Verhaal
De advocaat Marcello brengt een bezoek aan zijn zoon Michele, die zijn legerdienst doet in een kleine havenstad. Omdat hij te druk bezig is met zijn baan, heeft Marcello nooit veel aandacht aan zijn zoon geschonken. Hij overstelpt hem almaar met dure cadeaus, maar Michele verwacht iets anders van zijn vader.

## Rolverdeling
| Acteur               | Personage       |
| -------------------- | --------------- |
| Marcello Mastroianni | Marcello        |
| Massimo Troisi       | Michele         |
| Anne Parillaud       | Loredana        |
| Renato Moretti       | Mijnheer Pietro |
| Lou Castel           | Visser          |